# عنکبوت جهنده نرووسوس
عنکبوت جهنده نرووسوس (نام علمی: Zygoballus nervosus) نام یک گونه از تیره عنکبوت‌های جهنده است. این‌گونه در ایالات متحده آمریکا و کانادا دیده می‌شود.